# Alice Svensson
Alice Cecilia Linh Svensson, född 11 juli 1991 i Hanoi i Vietnam, är en svensk sångerska som kom tvåa i TV-programmet Idol 2008. Hon kom till Sverige som adoptivbarn när hon var tio månader gammal.

## Karriär

### Före genombrottet i Idol
Svensson har medverkat i en rad talangjakter som Talang 2007, Super Troupers 2004, Lattjo lajban (liveframträdande på samtliga). Hon kom också tvåa i talangjakten Joker 2006, då hon i finalen sjöng på Skansen i Stockholm.
2004 var hon en av medlemmarna i gruppen Helges All Stars som uppträdde runt om i Sverige. Övriga medlemmar var Amy Diamond, Zara Larsson och systrarna Molly, Frida och Mimmi Sandén. Hon blev en av medlemmarna i popgruppen Popcorn när hon 2005 vann platsen i talangjaktsfinal på Globen i Stockholm, 13 år gammal. Gruppen bestod av Svensson, Dominique Pålsson och Andreas Wijk. Gästartister på gruppens debutskiva var bland andra Linda Bengtzing, Alexander Schöld och The Wallstones. 
År 2007 inledde hon även studier i musik vid Jazzgymnasiet på Vasaskolan i Gävle.

### Idol 2008
Under hösten 2008 deltog Svensson i TV4:s talangprogram Idol 2008. 14 november meddelas det att rockgruppen Kiss hade lagt upp hennes version av "Heaven's on Fire" på sin officiella hemsida. Låten tog även in sig på plats 38 på Digilistan. Den 5 december kom hon till final i Idol 2008 och slutade tvåa efter Kevin Borg i finalen som avgjordes den 12 december i Globen.

#### Låtar hon framträdde med under tiden i Idol
- Audition - Ain't no other man
- Första kvalveckan - Beautiful Disaster
- Andra kvalveckan - Fighter
- Tredje kvalveckan - Beautiful Disaster
- 5-årstema - These Words
- 90-talstema - Ironic
- Abba-tema - Lay all your love on me
- Schlagertema - Min kärlek
- Rocktema - Heaven's on fire
- Soultema - I say a little prayer
- Duett - Your the one that i want
- Kärlekstema - Because of you & Crazy in love
- Gospeltema - Shackles & Independent Woman
- Juryns val - Keep this fire burning & Girlfriend
- Final - So what (Eget val), Heaven's on fire (Tittarnas val) & With every bit of me (Finallåt).

### Efter Idol
I maj 2009 blev det känt att hon fått ett eget skivkontrakt. Hennes första singel hette "Lady Luck" och släpptes i juni 2009. Alice Svensson framförde låten i Sommarkrysset samma år och var programledare för Nickelodeon.
I november 2016 medverkade Svensson i programmet Spårlöst. Där återförenades hon med sin biologiska mamma och tvillingssyster i Vietnam.
Svensson tävlade i Melodifestivalen 2017 där hon kom femma i deltävling 4 med låten "Running With Lions".

## Diskografi

### Singlar
- 2008 - "Heaven's on Fire" (plats 38 på Digilistan).
- 2009 - "Lady Luck" (plats 21 (v.24) respektive 47 (v.25)) på Sverigetopplistan.[13]
- 2010 - "I Wanna Live"

### Släppta skivor
- Popcorn (under sin tid med popgruppen Popcorn)[14]